# Notacja Forsytha-Edwardsa
Notacja Forsytha-Edwardsa (ang. Forsyth–Edwards Notation, w skrócie FEN) – zapis szachowy do określenia pozycji gry szachowej. Celem FEN jest podanie wszystkich niezbędnych informacji do ponownego rozpoczęcia gry od danej pozycji.
FEN bazuje na systemie wymyślonym przez szkockiego dziennikarza Davida Forsytha. Jego system stał się popularny w XIX wieku; Steven J. Edwards rozwinął system by mógł działać z komputerami. FEN jest częścią Portable Game Notation dla szachów, dlatego że definiuje pozycje inne od początkowej.

## Definicja
Zapis FEN definiuje daną pozycję gry, a wszystko to jedną linią tekstu i używając tylko znaków ASCII. Zapis FEN ma 6 pól, każde pole jest oddzielone od innych spacją. Polami są:
1. Pozycja bierek (z perspektywy białych). Każda linia jest opisana, zaczynając od ósmej i kończąc na pierwszej; w każdej linii opisuje się od a do h. Tak jak w standardowej notacji algebraicznej każda bierka jest nazwana angielskim skrótem (pion-„P”, skoczek-„N”, goniec-„B”, wieża-„R”, hetman-„Q” oraz król-„K”)[1]. Białe bierki są pokazane wielkimi literami, podczas gdy czarne małymi (np. biały hetman to „Q”, a czarny to „q”). Puste pola są notowane używając cyfr od 1 do 8 (liczba pustych pól)a „/” jest używane by pokazać koniec jednej linii.
2. Czyj jest ruch. „w” (ang: white) znaczy, że ruch mają białe, „b” (ang. black) oznacza, że czarne.
3. Możliwość roszady. Jeżeli żadna ze stron nie może roszować notuje się „-”. Jeśli może to notuje się „K” jeżeli jest możliwość roszady od strony króla, albo „Q” jeżeli od strony hetmana. Możliwość czarnych notuje się małymi literami, czyli „k” i „q”. To pole jest zmieniane tylko w razie posunięcia króla bądź wieży, tymczasowy brak możliwości roszady nie modyfikuje tego pola.
4. Możliwość bicia w przelocie. Jeżeli nie ma możliwości bicia w przelocie notuje się „-”. W przeciwnym wypadku, notuje się pole, nad którym przeszedł poruszony pion.  Jest to pozycja docelowa, którą zająłby pion przeciwnika gdyby bicie w przelocie nastąpiło. Np. po ruchu 1. e4 notujemy e3, gdyż nad tym polem przeszedłby poruszony pion oraz gdyby został zbity biciem w przelocie, to pion przeciwnika znalazłby się na polu e3 właśnie.
5. Liczba połówek ruchów. Tutaj się notuje liczbę posunięć (jeden ruch to dwa posunięcia figur) od ostatniego bicia albo posunięcia piona. Służy do implementacji „zasady 50 posunięć”.
6. Liczba pełnych ruchów, czyli pełny cykl, posunięcie figury białych oraz posunięcie figury czarnych tworzy jeden ruch.

## Przykłady
- Pozycja początkowa:rnbqkbnr/pppppppp/8/8/8/8/PPPPPPPP/RNBQKBNR w KQkq - 0 1
- Pozycja po ruchu 1. e4: rnbqkbnr/pppppppp/8/8/4P3/8/PPPP1PPP/RNBQKBNR b KQkq e3 0 1
- Pozycja po ruchach 1. e4 c5: rnbqkbnr/pp1ppppp/8/2p5/4P3/8/PPPP1PPP/RNBQKBNR w KQkq c6 0 2
- Pozycja po 23. Ge7# w nieśmiertelnej partii: r1bk3r/p2pBpNp/n4n2/1p1NP2P/6P1/3P4/P1P1K3/q5b1 b - - 1 23